# La giostra degli scambi
La giostra degli scambi è un romanzo di Andrea Camilleri pubblicato nell'aprile 2015 dalla casa editrice Sellerio di Palermo che ha come protagonista il commissario di polizia siciliano Salvo Montalbano.

## Trama
Il tema di fondo è lo «scangio», dove persone e cose vengono scambiate fortuitamente e no, mentre si svolgono aggressioni e rapimenti.
(Andrea Camilleri, La Giostra degli scambi, Location 224)
"...Quando tutto è sul punto di rivelarsi, un gelo senz'aria scende sul romanzo, sul raccapriccio. E intanto il lettore ha imparato a entrare, insieme a Montalbano, in una «camera della morte», e a tenersi rasente i muri per rendersi impercettibile e non turbare, con la sua presenza, la rannicchiata solitudine del commissario intento ad ascoltare ciò che quel luogo, debitamente interrogato, ha da raccontargli."
Montalbano deve risolvere due casi intricati: la scomparsa di un commerciante che apparentemente si è rifiutato di pagare il pizzo alla mafia e una serie di misteriosi sequestri lampo. Il commerciante scomparso è Marcello Di Carlo, proprietario di un negozio di antiquariato; pochi giorni dopo la scomparsa, il negozio viene incendiato e si pensa ad una vendetta mafiose. Allo stesso tempo avviene qualcosa di molto strano: un rapitore mascherato ferma con l'inganno alcune ragazze, le sequestra per alcune ore e poi le libera in campagna senza far loro violenza né derubarle. Questi rapimenti-lampo sembrano incomprensibili ma Montalbano capisce che l'incendio del negozio e dei rapimenti, apparentemente molto diversi, sono in realtà legati. 
All'inizio Montalbano convoca in commissariato Giorgio Bonfiglio, un rappresentante di commercio per alcune prestigiose gioiellerie e molto amico di Marcello, sia pur molto più anziano di lui: Giorgio racconta che Marcello è ormai un maturo playboy spendaccione, che possiede come auto una Porsche Cayenne grigia metallizzata e che ha numerosi debiti al punto che non gli ha ancora restituito tutti i soldi che gli deve e che l'incendio è certamente una vendetta mafiosa perché Marcello si è sempre rifiutato di pagare ogni pizzo. Aggiunge anche che la scomparsa di Marcello è avvenuta il 31 agosto, due giorni dopo il ritorno da un viaggio di circa un mese a Lanzarote (una delle isole Canarie) con una ragazza anch'ella scomparsa, di cui Giorgio dice di non sapere alcunché, nemmeno il nome.
In seguito viene trovata una ragazza di nome Luigia, stavolta con alcune lesioni e segni di stupro, la quale racconta a Montalbano che lavora in banca, che è stata anch'ella tratta in inganno dall'auto di De Carlo ma che il rapitore, di cui non è riuscita a vedere la faccia, non può essere né Marcello né Giorgio, dato che era stata lasciata poco prima da Marcello e che Giorgio sarebbe stato più scortese e violento con lei se l'avesse rapita. Luigia aggiunge anche di conoscere Giorgio e che quest'ultimo ha una fidanzata di nome Silvana, che lavora come segretaria di un commercialista ma è partita due mesi prima (cioè a inizio luglio) per Tenerife (un'altra delle isole Canarie) e attualmente scomparsa. 
A questo punto Montalbano pensa che Marcello abbia raggiunto Silvana alle Canarie e scopre da Augello che quest'ultimo conosce Luigia attraverso l'amica comune Anna Bonifacio. Mandato a chiedere informazioni ad Anna, Augello racconta a Montalbano che, alcuni mesi prima, Luigia e Marcello sono stati visti insieme da Anna presso Taormina. Inoltre Augello viene a sapere che Marcello aveva chiesto un prestito di 50000 euro alla banca in cui lavora Luigia ma quest'ultima gli aveva bloccato il conto in banca dopo essere stata lasciata; il conto di Marcello è stato poi sbloccato solo grazie a un bonifico da parte di Giorgio. A questo punto tutti i sospetti cadono su Giorgio, quando vengono trovate (sia pur in posti diversi) un cadavere che si scopre essere quello di Marcello e la Porsche Cayenne bruciata di quest'ultimo. Giorgio, però, che racconta di essersi infuriato per il tradimento di Silvana dopo aver rinunciato di andare con lei a Tenerife per stare accanto alla sorella; del resto dichiara di essersi chiuso in casa due giorni e di aver solo pensato di bruciare la macchina di Marcello, la sera dopo i due giorni chiuso in casa. Per dimostrare la sua non colpevolezza, Giorgio indica a Montalbano la casa di Silvana, in cui però vengono trovate tracce di sangue e del cibo rimasto sulla tavola. Inoltre vi è una lettera di convocazione a un raduno di rappresentanti di commercio, indirizzata a Giorgio in data 29 agosto, sotto il letto di Silvana e Marcello. Giorgio continua a dichiararsi innocente quando, ad un interrogatorio che non rimanda nonostante la febbre, gli viene chiesto della lettera ed egli dice di non averla mai ricevuta. Aggiunge, però, che Silvana lavora per il suo commercialista Alfredo Virduzzo, il quale ha adottato Silvana 15enne, quando è rimasta orfana e, nel tempo, ha iniziato ad avere un attaccamento morboso verso di lei; per questo Silvana è diventata sempre più ribelle e adultera, prima fidanzandosi con Giorgio e iniziando poi, senza lasciare Giorgio, ad avere una tresca con Marcello.
Pochi giorni dopo viene ritrovato un cadavere di una giovane ragazza in una discarica, il cui guardiano riesce a vedere l'assassino in faccia e che la scientifica riconosce essere Silvana: Montalbano, a questo punto, convoca Virduzzo in commissariato e gli tende una trappola. Prima, infatti, permette al guardiano della discarica, anch'esso convocato, di osservare l'aspetto fisico di Virduzzo; il guardiano dice che la faccia non è quella dell'assassino di Silvana ma Montalbano (che nel frattempo ha scoperto che le tre ragazze rapite lavorano ciascuna in una banca dove Giorgio ha il conto) insiste sul fatto che l'assassino è Virduzzo e questi, allora, comincia dichiarare che Silvana è tutta sua e viene arrestato. Per di più Montalbano capisce che è stato Virduzzo anche a sequestrare Luigia e le due ragazze prima di lei per ritorcere la colpa su Giorgio nonché ad incendiare il negozio di Marcello e ad ucciderlo mentre era con Silvana a casa di lei e, infine, a rubare e incendiare l'auto di Marcello.

## Edizioni
- Andrea Camilleri, La giostra degli scambi, collana La memoria, Sellerio Editore, 2015,  pagg. 271, ISBN 88-389-3344-8.